# Karl Rappan
Karl Rappan (26. září 1905, Vídeň – 2. ledna 1996, Bern) byl rakouský fotbalista a trenér. Po skončení aktivní kariéry trénoval ve Švýcarsku, kde vymyslel systém catenaccio a kde 7× vyhrál ligu. Vedl švýcarskou reprezentaci na třech MS. Podílel se na vzniku Interpoháru, kterému se taky neoficiálně říkalo Rappanův pohár.

## Fotbalová kariéra
Rappan hrál za Wacker Vídeň, Austrii Vídeň, SK Rapid Vídeň a Servette Ženeva. V reprezentaci nastoupil ve 2 utkáních a dal 1 gól.

## Trenérská kariéra
Rappan trénoval Servette Ženeva, Grasshopper Club Zürich, FC Zürich a Lausanne Sports. Trénoval také 4× švýcarskou reprezentaci, se kterou byl na 3 mistrovstvích světa v letech 1938, 1954 a 1962. Vymyslel systém, kterému se později začalo říkat catenaccio.

## Úspěchy

### Hráč
Rapid
- Rakouská liga (1): 1930
- Středoevropský pohár (1): 1930

Servette
- Švýcarská liga (2): 1933, 1934

### Trenér
Grasshopper
- Švýcarská liga (5): 1937, 1939, 1942, 1943, 1945
- Švýcarský pohár (7): 1937, 1938, 1940, 1941, 1942, 1943, 1946

Servette
- Švýcarská liga (1): 1950
- Švýcarský pohár (1): 1949

Lausanne
- Švýcarská liga (1): 1965